# 卫苍佩
卫苍佩，河北柏乡人，是一名清朝政治人物。
卫苍佩曾于1735年接替秦士颛任上海县知县一职，由褚菊书接任。